# 주앙 네베스
주앙 페드루 곤살베스 네베스 (João Pedro Gonçalves Neves, 2004년 9월 27일 ~ )는 포르투갈의 축구 선수이며, 파리 생제르맹에서 수비형 미드필더로 뛰고 있다.